# Theognis van Megara
De Griekse dichter Theognis leefde te Megara tijdens de tweede helft van de 6e eeuw v.Chr. Hij was een aristocratische grondbezitter die noodgedwongen zijn stad verliet, misnoegd om een democratische machtsovername waarbij hem zijn bezit werd afgenomen.
Op politiek vlak was hij de tegenpool van Solon. Uit zijn gedichten, vaak gericht aan zijn jonge hartsvriend Cyrnus (Grieks: Kyrnos), leren wij een hooghartig en pessimistisch aristocraat kennen, die heftig van leer trekt tegen de toenemende democratisering in Hellas en met haat en heimwee aan het verleden terugdenkt. Theognis’ dialect is het episch met enkele Dorische elementen.
De hoofdthema’s in zijn werk zijn: 
- de bezorgdheid van de oude adel (de "goeden") om de toenemende invloed van de nieuwe geldbezitters, afkomstig uit lagere standen (de "slechten")
- de nobele vriendschap die jeugdige aristocraten moet verbinden, om het democratische gevaar af te wenden.

In De grote dichters (1935) citeert Herman Gorter zijn klacht tegen het opkomende woekerkapitaal, met deze vertaling: "het is iets vreemds met het geld, dat men er nooit te veel van kan hebben. Hierin verschilt het van alle dingen die men er voor koopen kan. Voedsel, kleeding, huizen en vooral wijn, aan dat alles is een grens. Maar niet aan geld. Er is slechts één ding dat er aan gelijk is, dat is de wijsheid."

## De Theognidea
De Theognidea is een corpus van Griekse elegische poëzie uit de archaïsche en klassieke periode overgeleverd op naam van Theognis. Het corpus is via een aparte handschriftelijke traditie tot ons gekomen; een uitzonderlijke situatie, want het merendeel van de Griekse lyriek is overgeleverd via citaten of papyrusfragmenten. Ongeveer 1220 verzen zijn in meer dan 50 Griekse handschriften overgeleverd. Eén handschrift (Par. suppl. gr. 388 uit de tiende eeuw) levert daarnaast nog een ‘Boek 2’, met 158 (homo-)erotisch getinte verzen.
Het corpus bestaat uit voornamelijk uit fragmenten en excerpten, slechts enkele gedichten zijn compleet. Niet alle gedichten zijn van de hand van Theognis: er bevinden zich ook fragmenten van Tyrtaeus, Solon, Mimnermus en Evenus in het corpus, andere gedichten zijn van anonieme dichters.

## Nederlandse vertaling
- Theognis van Megara. Luister naar mij. Elegieën over leven en liefde, vert. Hugo Koning en Vincent Hunink, 2017, ISBN 9789463401203

- Bibsys: 90724764
- Biblioteca Nacional de España: XX874942
- Bibliothèque nationale de France: cb119263445 (data)
- Catàleg d'autoritats de noms i títols de Catalunya: 981058512383906706
- CiNii: DA03012185
- Gemeinsame Normdatei: 118756907
- International Standard Name Identifier: 0000 0004 0807 8793
- Library of Congress Control Number: n79063403
- Nationale Bibliotheek van Letland: 000119943
- Bibliotheek van het Japanse parlement: 001220566
- Nationale Bibliotheek van Tsjechië: jn19981002211
- Nationale bibliotheek van Australië: 35658282
- Nationale Bibliotheek van Israël: 987007268797405171
- Nationale Bibliotheek van Polen: a0000001188203
- Nederlandse Thesaurus van Auteursnamen: 069274576
- Réseau des bibliothèques de Suisse occidentale: 02-A014110944
- Istituto Centrale per il Catalogo Unico: CFIV114974
- LIBRIS: 228551
- Système universitaire de documentation: 027159159
- Trove: 1030091
- Virtual International Authority File: 265406304
- WorldCat: E39PCjy3B9QwPyW83PTtk3MPFC

1. ↑  Virtual International Authority File; geraadpleegd op: 25 mei 2018.